# جاك مكاي
جاك مكاي (بالإنجليزية: Jack McKay)‏ (19 نوفمبر 1996 بغلاسكو في المملكة المتحدة - ) هو لاعب كرة قدم بريطاني في مركز الهجوم. لعب مع ليدز يونايتد ونادي دونكاستر روفرز وIlkeston F.C. ‏.

## وصلات خارجية
- جاك مكاي على موقع قاعدة بيانات كرة القدم.إي يو (الإنجليزية)
- جاك مكاي على موقع قاعدة بيانات كرة القدم.إي يو (الإنجليزية)
- جاك مكاي على موقع Soccerbase.com (لاعب) (الإنجليزية)
- جاك مكاي على موقع Soccerway.com (الإنجليزية)